# Arif Peçenek
Arif Peçenek (* 10. Oktober 1959 in Kızılcahamam; † 29. Januar 2013 in Ankara) war ein türkischer Fußballspieler. Durch die langjährige Tätigkeit für MKE Ankaragücü wird er mit diesem Verein assoziiert und von Fan- und Vereinsseite als einer der bedeutendsten Spieler der Klubgeschichte aufgefasst. Mit 192 Erstligaeinsätzen befindet er sich in der Liste der Spieler mit den meisten Erstligaeinsätzen für Ankaragücü auf dem 13. Platz.

## Spielerkarriere

### Verein
Peçenek begann mit seiner Vereinsfußballkarriere beim Hauptstadtverein Ankara Güneşspor. Hier wurde er 1978 für die türkische U-18-Nationalmannschaft entdeckt und absolvierte für diese zwei Spiele. Durch diese Spiele wurden mehrere Teams auf ihn aufmerksam. Der damalige Zweitligist Şekerspor reagierte am schnellsten und sicherte sich die Dienste des jungen Torhüters. Über den Wechsel wurde in mehreren Massenblättern berichtet, wodurch der Wechsel und damit auch Peçenek landesweit Beachtung fanden. Grund für diese beachtliche Aufmerksamkeit eines Wechsels in den unteren türkischen Fußballligen war die absurde Abwicklung des Transfers. Als Gegenleistung für die Ablöse von Peçenek zahlte Şekerspor Güneşspor kein Geld, sondern tauschte sie gegen ein Holstein-Rind aus. Diesen kuriosen Handel nahm Peçenek selbst mit Humor und meinte: „Zum Saisonende wird sich herausstellen, wer ergiebiger sein wird“. Bei seinem neuen Verein eroberte er auf Anhieb den Posten des Stammtorwartes und spielte hier zwei Spielzeiten in der 2. Lig.
Zum Sommer 1981 wechselte er zum Stadtrivalen und damals aktuellen Zweitligaaufsteiger MKE Ankaragücü. Bei diesem Verein hatte er in seiner ersten Saison gegenüber dem damals unangefochtenen Stammtorwart und Mannschaftskapitän Adil Eriç das Nachsehen und saß nahezu immer auf der Ersatzbank. Lediglich in drei Erstligabegegnungen, in denen Eriç ausfiel, kam er zu Spielpraxis. Nachdem er in der nachfolgenden Spielzeit zu keinem Spieleinsatz gekommen war, machte er in seiner dritten Saison, der Saison 1983/84, Eriç den Stammplatz streitig und hütete über weite Strecken der Saison das Tor. In der Saison 1984/85 erlebte Peçenek den Höhepunkt seiner bisherigen Karriere. Neben seinem unangefochtenen Stammplatz im Verein wurde er auch in die türkische Nationalmannschaft berufen und gehörte in der Spielzeit zu den permanent nominierten Spielern. Die nachfolgenden drei Spielzeiten verliefen für Peçenek durchwachsen. Für die Nationalmannschaft wurde er nicht mehr berücksichtigt. Im Verein war er zwar der Torwart mit den meisten Einsätzen, jedoch kamen die anderen Torhüter, bis 1987 Eriç und danach Şenol Odabaş, auch zu Einsätzen. Die Saison 1988/89 war für Peçenek wieder eine gute Spielzeit. So kam er in 31 von 36 Ligaspielen zum Einsatz. Für die neue Saison verpflichtete Ankaragücü den jugoslawischen Torhüter Rade Zalad. Dieser setzte sich von Anfang an gegen Peçenek durch. Während Peçenek die erste Saison mit Zalad zu keinem Einsatz kam, wurde er in den Spielzeiten 1990/91 und 1991/92 sporadisch eingesetzt. In seiner letzten Saison bei Ankaragücü, der Saison 1992/93, übernahm er von Zalad über weite Strecken der Saison den Stammplatz und hatte mit diesem zum Saisonende gleich viele Spieleinsätze. 
Zum Sommer 1993 verließ er nach zwölf Spielzeiten Ankaragücü und wechselte zum Zweitligisten İstanbulspor. In diesen zwölf Spielzeiten für die Hauptstädter absolvierte er für seinen Verein 192 Erstligapartien und befindet sich damit in der Liste der Spieler mit den meisten Erstligaeinsätzen für Ankaragücü auf dem 13. Platz. 
Nachdem er für Istanbulspor tätig gewesen war, wechselte er zum damaligen Erstligisten Adana Demirspor. Hier war er eine Spielzeit lang als Ersatztorhüter aktiv und absolvierte drei Erstligapartien. Zum Sommer 1995 beendete er seine aktive Laufbahn als Profifußballer.

### Nationalmannschaft
Peçenek wurde während seiner Zeit bei Ankara Güneşspor 1978 zweimal für die türkische U-18-Nationalmannschaft nominiert und spielte in beiden Begegnungen.
Nachdem er nahezu fünf Jahre für die Nationalmannschaften nominiert wurde, machte er durch seine Leistungen bei MKE Ankaragücü auf sich aufmerksam. So wurde er im Januar 1984 zweimal vom Nationalcoach Coşkun Özarı in den Kader der türkischen Nationalmannschaft nominiert, kam aber zu keinem Spieleinsatz. Im Rahmen eines zum 6. September 1984 angesetzten Freundschaftsspiels gegen die Sowjetunion wurde er vom neuen Nationaltrainer Candan Tarhan in den Kader nominiert und gab bei dieser Begegnung sein Länderspieldebüt. Er spielte von Beginn an und hatte durch seine Leistung maßgeblichen Anteil am 2:1-Sieg seines Teams. Bis zum September 1985 absolvierte Peçenek sieben weitere Länderspiele und wurde anschließend nicht mehr nominiert.
Im Oktober 1985 spielte er das erste und einzige Mal für die türkische U-21-Nationalmannschaft.

## Trainerkarriere
Nach dem Ende seiner Fußballspielerlaufbahn wechselte er ins Trainerfach. Als erste Tätigkeiten assistierte er bei Vanspor, Adanaspor und erneut Vanspor dem Cheftrainer Ali Osman Renklibay als Co-Trainer.
Im März 1999 übernahm er bei seinem ehemaligen Verein Şekerspor den Cheftrainerposten und arbeitete damit das erste Mal in dieser Funktion. Zum Saisonende verließ er diesen Verein wieder. Nach einer Pause übernahm er im März 2000 diesmal Türk Telekomspor und betreute im Anschluss daran Körfezspor, Şekerspor und Kızılcahamam Belediyespor.
Von 2005 bis 2010 bekleidete er bei MKE Ankaragücü verschiedene Ämter im Nachwuchsbereich des Vereins.
Vor dem 11. Spieltag der Saison 2012/13 wurde er beim Zweitligisten als TKİ Tavşanlı Linyitspor vorgestellt und ersetzte damit Hasan Sarı.

## Tod
Während seiner Trainertätigkeit beim Zweitligisten TKİ Tavşanlı Linyitspor hielt er sich nach dem Auswärtsspiel gegen Boluspor in seiner Heimatstadt Ankara auf. Hier wurde er aufgrund einer Erkältung ins Krankenhaus eingeliefert und erlitt wenig später einen Herzinfarkt, an dessen Folgen er verstarb.

## Erfolge

### Als Spieler
- Mit MKE Ankaragücü
  - Türkischer Pokalfinalist: 1990/91